# Recensement des États-Unis de 1960
Le recensement des États-Unis de 1960 est un recensement de la population lancé en 1960 le 1er avril aux États-Unis qui comptaient alors 179 323 175 habitants.